# Chauchat
Fusil Mitrailleur CSRG Mle 1915 "Chauchat" var ett kulsprutegevär, eller lätt kulspruta, tillverkat i Frankrike under första världskriget. Vapnet var av en ökänt dålig konstruktion och blev ett av de mest avskydda vapnen under kriget. Dock tillverkades mer än 250 000 stycken, vilket gjorde att det blev det mest tillverkade automatvapnet under första världskriget.

## Utveckling
Den första prototypen till vapnet utvecklades i början av 1900-talet av överstelöjtnanten Louis Chauchat och Charles Sutter vid den franska vapenfabriken Atelier de Construction de Puteaux (APX). Konstruktionen baserades på en design av den amerikanske vapenkonstruktören John Browning och använde sig av lång piprekyl. Ett färdigt vapen lanserades 1908 under namnet "Fusil Mitrailleur C.S.". (Fusil Mitrailleur betyder ungefär "automatiskt gevär" och C.S. stod för "Chauchat-Sutter" efter konstruktörerna.)
Efter första världskrigets utbrott 1914 blev behovet av lätta automatvapen, som kunde föras fram av infanteriet vid anfall, uppenbart. Den franske generalstabschefen, general Joseph Joffre, ville snabbt få fram ett lätt automatvapen i stora mängder och den enda färdiga och testade design som fanns tillgänglig i den franska gevärskalibern 8 x 51 mm R var FM C.S. Denna modifierades för tillverkning av den franska cykelfabrikanten Établissements des Cycles Clément-Gladiator och antogs 1915 som FM CSRG Mle 1915. ("CS" stod fortfarande för "Chauchat-Sutter", "R" stod för "Ribeyrolles" - direktör hos cykelfabrikanten, och "G" stod för "Gladiator".) Tillverkningen började tidigt under 1916 och fortsatte fram till 1918 med 225 700 Mle 1915 tillverkade på Gladiatorfabriken. Ytterligare 18 600 tillverkades mellan 1917 och 1918 på vapenfabriken SIDARME.
När USA gick med i kriget och de amerikanska trupperna anlände till Frankrike saknade de automatvapen. De köpte till en början 13 000 franska 8 mm Mle 1915 och beställde sedan ytterligare 25 000 (varav 18 000 tillverkades) modifierade för den amerikanska gevärspatronen i kaliber .30-06. Dessa Mle 1918, som amerikanerna kallade "0.30 Automatic Rifle", tillverkades vid Gladiatorfabriken.

## Egenskaper
Med undantag för den danska Madsen var Chauchat med sina dryga nio kilo oladdad den lättaste kulsprutan/kulsprutegeväret under första världskriget. De italienska Villar-Perosa och Beretta Model 1918 använde 9 mm pistolammunition och hör därmed till kategorin kulsprutepistoler. Den amerikanska BAR nådde ut till förbanden först i krigets slutskede. Den vägde i och för sig cirka ett kilo mindre än Chauchat men var egentligen avsedd att användas som automatgevär och den första modellen saknade benstöd.
Chauchat var ett pionjärvapen på många sätt. Den var framtagen att masstillverkas i stora volymer under relativt enkla förhållanden och av utbytbara standarddelar. Detta var en typ av vapentillverkning som skulle komma att bli vanlig först en bit in i andra världskriget med de tyska MP 40 och MG 42 och den brittiska Sten. Vapnet var utrustat med benstöd och pistolkolv vilket också var innovativa inslag vid denna tid.
Funktionsprincipen var lång piprekyl, vilket innebär att när ett skott avlossas rör sig pipa och slutstycke bakåt tillsammans (rekyl). Slutstycket hakas sedan upp och pipan rör sig tillbaka fram till utgångsläget. Därefter åker slutstycket fram och för in en ny patron från magasinet i patronläget. Patronerna i Chauchat matades från ett distinkt halvmåneformat löstagbart magasin för 20 patroner som satt på vapnets undersida.
Vapnet hade en mängd brister. Designmässigt gjorde den låga vikten tillsammans med den långa sträcka pipan förflyttade sig att vapnet var extremt svårt att kontrollera vid automateld. I princip träffade bara det första skottet och efterföljande skott spreds långt vid sidan av målet. Tillverkaren hade liten erfarenhet av vapentillverkning och det fanns många brister i kvalitet på material och tillverkning. Bland annat var siktena ofta dåligt inställda. Många av de rörliga delarna slets ofta ut väldigt fort. Magasinet och den koniska franska Lebel-patronen med fläns kärvade också ofta och en fransk expert ska ha sagt att det var ovanligt att ett 20-patroners magasin avfyrades utan eldavbrott.
När amerikanerna fick sina vapen i kaliber .30-06 belastades den redan svaga konstruktionen ytterligare då den amerikanska ammunitionen var kraftfullare än den franska. Både mekanism och magasin kärvade mycket ofta på dessa vapen.
Ytterligare ett problem med vapnet var den bristfälliga kylningen av pipan. Trots den relativt låga eldhastigheten tålde vapnet inte att mer än cirka 300 skott avlossades i en följd innan det överhettades. Soldaterna instruerades därför att bara i undantagsfall skjuta längre eldskurar än tre skott. Dessutom rekommenderades att vapnet skulle användas på korta avstånd, upp till 200 meter.

## Varianter
Förutom originalversionen och den ovan nämnda amerikanska versionen tillverkades även en version i 7,8 mm kaliber för den grekiska armén. Denna variant kallades ofta "7,8 mm Gladiator". Belgarna konverterade sina vapen till kalibern 7,65 mm.
RKM wz 15 var en polsk version i kaliber 7,92 mm från 1920-talet.

## Användning
Trots sina många mekaniska brister tillverkades Chauchat i stora mängder, vilket i sig var en enorm fördel. De stora antalet vapen och dess lätthet gjorde att vapnet kunde användas i en större omfattning än något annat automatvapen under första världskriget. Vapnets dåliga träffsäkerhet och benägenhet att överhettas spelade också mindre roll då de inte användes som understödsvapen i fasta ställningar. Den rollen hade istället fransmännens tunga Hotchkiss Mle 1914. Chauchat var istället ett gruppvapen som fördes fram av infanteriet vid anfall. Fransmännen utvecklade anfallsgrupper med soldater där beväpningen utgjordes av en blandning av Chauchatkulsprutor och gevärsgranater. Chauchatskyttar använde nedhållande eld mot kulsprutenästen man anföll medan gevärsgranaterna användes för att slå ut dem.
Vid krigsslutet fanns 63 000 vapen kvar i den franska armén. Vissa av dessa fortsatte att användas efter kriget, främst av trupper i kolonierna. De sista vapnen drogs tillbaka 1932 från kolonialstyrkorna i Marocko.
Förutom Frankrike och USA köpte även Belgien, Rumänien, Serbien, Ryssland och Grekland Chauchat under första världskriget. Av de 18 000 vapen, av 25 000 beställda, som levererades till de amerikanska trupperna innan krigsslutet nådde endast ett fåtal ut till trupperna. Dessa vägrade i stor utsträckning använda dem på grund av deras opålitlighet och endast cirka 2 200 användes i övningssyfte. Amerikansktillverkade BAR fick ersätta Chauchat i frontlinjerna. Alla kvarvarande amerikanska vapen skrotades kort efter krigsslutet.
Tyska soldater, som saknade en inhemsk lätt kulspruta (den tyska MG 08/15 vägde nästan 18 kg), använde erövrade Chauchat i brist på bättre alternativ.
I slutet av och kort efter första världskriget skänkte Frankrike stora mängder Chauchat till Polen. Dessa användes i bland annat under det Polsk-sovjetiska kriget 1919-1921.
När Finska vinterkriget bröt ut 1939 skänkte Frankrike 5 000 gamla Chauchat till Finland, som led stor brist på automatvapen.
Så sent som på 1960-talet ska Chauchat kommit till användning av den vietnamesiska gerillan.